# Johann Matthias Martini
Johann Matthias Martini (* 14. November 1738 in Rostock; † 18. April 1806 ebenda) war ein deutscher Rechtswissenschaftler und Hochschullehrer.

## Leben
Johann Matthias Martini war der Sohn des Juristen und Fiskals am herzoglichen Konsistorium in Rostock Thomas Matthias Martini und dessen Frau Anna Dorothea, geb. Wendecker, Tochter des Pastors der Wismarer Georgenkirche Johannes Wendecker (1661–1713). Er wurde durch Hauslehrer unterrichtet und besuchte anschließend die Domschule Güstrow. Von 1754 bis 1759 studierte er an der Universität Rostock, an der er sich der Theologie und Philosophie, dem Recht und der Mathematik widmete. Von 1759 bis 1761 wechselte er an die Universität Göttingen und belegte Recht, Physik und höhere Mathematik. Im Herbst 1761 besuchte er auf der Rückkehr nach Mecklenburg die Universitäten in Jena, Halle, Leipzig und Berlin. Im Februar 1762 ließ er sich an der Friedrichs-Universität Bützow einschreiben und wurde nach bestandenem Examen als Kandidat in die Juristische Fakultät aufgenommen. Nachdem er sich zunächst der Praxis und seiner Inauguraldissertation widmete, unterzog er sich am 7. Januar 1763 der Promotion zum Dr. iur. Im selben Jahr wurde er als Advokat in Rostock und Bützow tätig. Zudem wurde er vom Herzog Friedrich von Mecklenburg zum Privatdozenten mit jährlichem Gehalt an der Bützower Juristischen Fakultät bestellt. Im Juli 1766 erfolgte bei der Schweriner Justizkanzlei die Aufnahme als ordentlicher Advokat und im selben Monat wurde er Ehrenmitglied der Deutschen Gesellschaft.
Am 17. Dezember 1767 wurde er zum ordentlichen Professor der Rechte (2. Professur) in Bützow berufen und gleichzeitig Dekan der Juristischen Fakultät. Zwischen 1771 und 1768 war er noch weitere neunmal Dekan und hatte fünfmal das Amt des Rektors inne. Seine Advokatur legte er erst 1782 nieder, „nachdem ihn eine namhafte Gehaltszulage finanziell unabhängig gestellt hatte.“ 1772 erhielt er den Titel Herzoglich mecklenburg-schwerinscher Hofrat und 1774 wurde er zum Herzoglich mecklenburg-schwerinschen Justizrat und Wirklichen Mitglied des anzuordnenden Kriminalkollegiums ernannt.
Nach der im April 1789 durch Herzog Friedrich Franz I. erfolgten Wiedervereinigung der Rostocker und Bützower Universitäten wurde er in Rostock zum herzoglichen Professor der Rechte (1. Professur) ernannt. In seiner Zeit an der Rostocker Universität war er viermal Mitglied des Engeren Konzils, viermal Dekan der Juristischen Fakultät, 1795/96 und 1800/01 Rektor sowie 1801 Prorektor. 1793 wurde er Vizedirektor des Rostocker Konsistoriums, dem er ab 1801 als Direktor vorstand.
Johann Matthias Martini war ab November 1769 verheiratet mit Beata Amalia von Essen († 1781), der Tochter des Königlich preußischen Kriegsrates Edler von Essen.

## Schriften (Auswahl)
- Betrachtungen über die Pflichten eines mecklenburgischen Geschichtsschreibers. 1758
- Von der Lehnsverjährung nach Mecklenburgischen Gesetzen. 1765
- Die neue Geschichte des Bistums Schwerin. 1778, 1781
- Von der Verwandtschaft der Russischen und Herzoglich Mecklenburgischen hohen Häuser. 1799
- Welche Grundsätze befolgte man in dem Mecklenburgischen Regierhause bei eintretenden Fällen der anzuordnenden Vormundschaften? 1796
- Bemerkungen über Vormundschaften in Beziehung auf mecklenburgische Gesetze. „vier Abtheilungen“ 1800–1802